# NGC 6143
NGC 6143 este o galaxie situată în constelația Dragonul. A fost descoperită în 24 aprilie 1789 de către William Herschel.